# Sie Gubba
Sie Gubba è un gruppo musicale norvegese formatosi nel 1995. È costituito dai musicisti Petter Øien, Magne Almås, Morten Hølås, Tommy Folstadli, Tore Dalsaune e Reidulf Wormdal.

## Storia del gruppo
Hanno guadagnato la loro prima nomination agli Spellemannprisen con Lynx'n (2000), secondo album in studio. Sånn e livet - live 10 år (2008), primo album dal vivo del gruppo, si è fermato al 4º posto della VG-lista e ha ricevuto una certificazione di platino dalla IFPI Norge per le 30 000 unità equivalenti. È stato successivamente pubblicato Hemafrå (2009), classificatosi 8º.
Alt du vil ha (2011) ha conquistato il vertice della classifica norvegese per due settimane consecutive, mentre Veien vi ska gå (2014) ha esordito al 9º posto.
Live – 20 år (2015) ha segnato il quinto ingresso del gruppo nella graduatoria nazionale, debuttando alla 32ª posizione.

## Formazione
- Petter Øien
- Magne Almås
- Morten Hølås
- Tommy Folstadli
- Tore Dalsaune
- Reidulf Wormdal

## Discografia

### Album in studio
- 1998 – Jakta ti alle fjell
- 2000 – Lynx'n
- 2002 – Lørdag e'det fæst
- 2003 – Bykar
- 2006 – Sie Gubba
- 2009 – Hemafrå
- 2011 – Alt du vil ha
- 2014 – Veien vi ska gå
- 2017 – Arven
- 2019 – Våre beste ballader

### Album dal vivo
- 2008 – Sånn e livet - live 10 år
- 2015 – Live – 20 år

### Singoli
- 2013 – Laget é Rosenborg
- 2019 – Norges bygdeungdomslag
- 2019 – Senorita
- 2020 – Kjære du
- 2020 – Eventyr
- 2020 – Drømman
- 2020 – Natta
- 2021 – Hold mæ
- 2021 – En liten plass
- 2022 – Venter på mere øl